# Neocoelidia vittapennis
Neocoelidia vittapennis är en insektsart som beskrevs av Delong 1924. Neocoelidia vittapennis ingår i släktet Neocoelidia och familjen dvärgstritar. Inga underarter finns listade i Catalogue of Life.